# Grand Prix Meksyku 1964
Grand Prix Meksyku 1964 (oryg. Gran Premio de Mexico) – ostatnia runda Mistrzostw Świata Formuły 1 w sezonie 1964, która odbyła się 25 października 1964, po raz 2. na torze Autódromo Hermanos Rodríguez.
3. Grand Prix Meksyku, 2. zaliczane do Mistrzostw Świata Formuły 1.

## Walka o tytuł
Przed wyścigiem szanse na tytuł zachowywało trzech Brytyjczyków, a sytuacja przedstawiała się następująco:
| 1. | Graham Hill  | 39 pkt |
| 2. | John Surtees | 34 pkt |
| 3. | Jim Clark    | 30 pkt |

Pierwszy z rywalizacji wypadł lider klasyfikacji Graham Hill. Były mistrz świata zaliczył kolizję z kierowcą Ferrari – Włochem Lorenzo Bandinim, za sprawą tej kolizji Hill spadł na koniec stawki. Na ostatnim okrążeniu awaria silnika dopadła wciąż jeszcze aktualnego mistrza – Jima Clarka, który ostatecznie został sklasyfikowany na 5. miejscu. Sprawca kolizji z Hillem natomiast po raz kolejny dał o sobie znać gdy znajdując się na drugim miejscu w wyścigu dał się wyprzedzić koledze z zespołu, aktualnemu wiceliderowi klasyfikacji – Johnowi Surteesowi, któremu 6 punktów za drugie miejsce dało mistrzostwo świata.

## Wyniki

### Kwalifikacje
Źródło: statsf1.com
| P  | Nr | Kierowca        | Konstruktor(-silnik) | Opony | Czas    | Odstęp | Strata |
| -- | -- | --------------- | -------------------- | ----- | ------- | ------ | ------ |
| 1  | 1  | Jim Clark       | Lotus-Climax         | D     | 1:57,24 | –      | –      |
| 2  | 6  | Dan Gurney      | Brabham-Climax       | D     | 1:58,10 | +0,86  | +0,86  |
| 3  | 8  | Lorenzo Bandini | Ferrari              | D     | 1:58,60 | +0,50  | +1,36  |
| 4  | 7  | John Surtees    | Ferrari              | D     | 1:58,70 | +0,10  | +1,46  |
| 5  | 2  | Mike Spence     | Lotus-Climax         | D     | 1:59,21 | +0,51  | +1,97  |
| 6  | 3  | Graham Hill     | BRM                  | D     | 1:59,80 | +0,59  | +2,56  |
| 7  | 5  | Jack Brabham    | Brabham-Climax       | D     | 1:59,99 | +0,19  | +2,75  |
| 8  | 16 | Jo Bonnier      | Brabham-Climax       | D     | 2:00,17 | +0,18  | +2,93  |
| 9  | 18 | Pedro Rodríguez | Ferrari              | D     | 2:00,90 | +0,73  | +3,66  |
| 10 | 9  | Bruce McLaren   | Cooper-Climax        | D     | 2:01,12 | +0,22  | +3,88  |
| 11 | 4  | Richie Ginther  | BRM                  | D     | 2:01,15 | +0,03  | +3,91  |
| 12 | 15 | Chris Amon      | Lotus-BRM            | D     | 2:01,17 | +0,02  | +3,93  |
| 13 | 22 | Jo Siffert      | Brabham-BRM          | D     | 2:01,37 | +0,20  | +4,13  |
| 14 | 17 | Moisés Solana   | Lotus-Climax         | D     | 2:01,43 | +0,06  | +4,19  |
| 15 | 10 | Phil Hill       | Cooper-Climax        | D     | 2:02,00 | +0,57  | +4,76  |
| 16 | 11 | Innes Ireland   | BRP-BRM              | D     | 2:02,35 | +0,35  | +5,11  |
| 17 | 14 | Mike Hailwood   | Lotus-BRM            | D     | 2:04,11 | +1,76  | +6,87  |
| 18 | 12 | Trevor Taylor   | BRP-BRM              | D     | 2:04,90 | +0,79  | +7,66  |
| 19 | 23 | Hap Sharp       | Brabham-BRM          | D     | 2:06,90 | +2,00  | +9,66  |
| P  | Nr | Kierowca        | Konstruktor(-silnik) | Opony | Czas    | Odstęp | Strata |

### Wyścig
Źródła: statsf1.com
| P                                                     | + / –     | Nr | Kierowca        | Konstruktor    | Opony | Okr. | Czas / Strata | Komentarz       |
| ----------------------------------------------------- | --------- | -- | --------------- | -------------- | ----- | ---- | ------------- | --------------- |
| 1                                                     | 1         | 6  | Dan Gurney      | Brabham-Climax | D     | 65   | 2:09:50,32    |                 |
| 2                                                     | 2         | 7  | John Surtees    | Ferrari        | D     | 65   | +1:08,94      |                 |
| 3                                                     | Bez zmian | 8  | Lorenzo Bandini | Ferrari        | D     | 65   | +1:09,63      |                 |
| 4                                                     | 1         | 2  | Mike Spence     | Lotus-Climax   | D     | 65   | +1:21,86      |                 |
| 5                                                     | 4         | 1  | Jim Clark       | Lotus-Climax   | D     | 64   | +1 okr.       | olej            |
| 6                                                     | 3         | 18 | Pedro Rodríguez | Ferrari        | D     | 64   | +1 okr.       |                 |
| 7                                                     | 3         | 9  | Bruce McLaren   | Cooper-Climax  | D     | 64   | +1 okr.       |                 |
| 8                                                     | 3         | 4  | Richie Ginther  | BRM            | D     | 64   | +1 okr.       |                 |
| 9                                                     | 6         | 10 | Phil Hill       | Cooper-Climax  | D     | 63   | +2 okr.       | silnik          |
| 10                                                    | 4         | 17 | Moisés Solana   | Lotus-Climax   | D     | 63   | +2 okr.       |                 |
| 11                                                    | 5         | 3  | Graham Hill     | BRM            | D     | 63   | +2 okr.       |                 |
| 12                                                    | 4         | 11 | Innes Ireland   | BRP-BRM        | D     | 61   | +4 okr.       |                 |
| 13                                                    | 6         | 23 | Hap Sharp       | Brabham-BRM    | D     | 60   | +5 okr.       |                 |
| Niesklasyfikowani                                     |           |    |                 |                |       |      |               |                 |
|                                                       |           | 15 | Chris Amon      | Lotus-BRM      | D     | 46   | +19 okr.      | skrzynia biegów |
|                                                       |           | 5  | Jack Brabham    | Brabham-Climax | D     | 44   | +21 okr.      | elektryka       |
|                                                       |           | 14 | Mike Hailwood   | Lotus-BRM      | D     | 12   | +53 okr.      | przegrzanie     |
|                                                       |           | 22 | Jo Siffert      | Brabham-BRM    | D     | 11   | +54 okr.      | pompa paliwowa  |
|                                                       |           | 16 | Jo Bonnier      | Brabham-Climax | D     | 9    | +56 okr.      | zawieszenie     |
|                                                       |           | 12 | Trevor Taylor   | BRP-BRM        | D     | 6    | +59 okr.      | przegrzanie     |
| Nie wystartowali / niedopuszczeni do ponownego startu |           |    |                 |                |       |      |               |                 |
|                                                       |           | 24 | Anthony Foyt    | BRM            | D     | 0    |               | nie przybył     |
| P                                                     | + / –     | Nr | Kierowca        | Konstruktor    | Opony | Okr. | Czas / Strata | Komentarz       |

### Najszybsze okrążenie
Źródło: statsf1.com
| Nr | Kierowca  | Konstruktor  | Czas    | Okr. |
| -- | --------- | ------------ | ------- | ---- |
| 1  | Jim Clark | Lotus-Climax | 1:58,37 | –    |

### Prowadzenie w wyścigu
Źródło: statsf1.com
| Nr                              | Kierowca   | Konstruktor    | Okrążenia | Suma |
| ------------------------------- | ---------- | -------------- | --------- | ---- |
| 1                               | Jim Clark  | Lotus-Climax   | 1-63      | 63   |
| 6                               | Dan Gurney | Brabham-Climax | 64-65     | 2    |
| \| Wykres \| \| ------ \| \| \| |            |                |           |      |
| Wykres                          |            |                |           |      |
|                                 |            |                |           |      |

## Klasyfikacja po wyścigu
Pierwsza szóstka otrzymywała punkty według klucza 9-6-4-3-2-1. Liczone było tylko 6 najlepszych wyścigów danego kierowcy.
Uwzględniono tylko kierowców, którzy zdobyli jakiekolwiek punkty
| P  | +/− | Kierowca            | Starty | Punkty  | P1 | P2 | P3 | PP | NO | NS |
| -- | --- | ------------------- | ------ | ------- | -- | -- | -- | -- | -- | -- |
| 1  | +1  | John Surtees        | 10     | 40      | 2  | 3  | 1  | 2  | 2  | 4  |
| 2  | −1  | Graham Hill         | 10     | 39 (41) | 2  | 3  | –  | 1  | 1  | 2  |
| 3  | 0   | Jim Clark           | 10     | 32      | 3  | –  | –  | 5  | 4  | 4  |
| 4  | +1  | Lorenzo Bandini     | 10     | 23      | 1  | –  | 3  | –  | –  | 3  |
| 5  | −1  | Richie Ginther      | 10     | 23      | –  | 2  | –  | –  | –  | –  |
| 6  | +3  | Dan Gurney          | 10     | 19      | 2  | –  | –  | 2  | 2  | 4  |
| 7  | −1  | Bruce McLaren       | 10     | 13      | –  | 2  | –  | –  | –  | 5  |
| 8  | −1  | Jack Brabham        | 10     | 11      | –  | –  | 2  | –  | 1  | 4  |
| 9  | −1  | Peter Arundell      | 4      | 11      | –  | –  | 2  | –  | –  | –  |
| 10 | 0   | Jo Siffert          | 10     | 7       | –  | –  | 1  | –  | –  | 4  |
| 11 | 0   | Bob Anderson        | 7      | 5       | –  | –  | 1  | –  | –  | 1  |
| 12 | +9  | Mike Spence         | 6      | 4       | –  | –  | –  | –  | –  | 1  |
| 13 | −1  | Tony Maggs          | 5      | 4       | –  | –  | –  | –  | –  | 1  |
| 14 | −1  | Innes Ireland       | 7      | 4       | –  | –  | –  | –  | –  | 2  |
| 15 | −1  | Jo Bonnier          | 9      | 3       | –  | –  | –  | –  | –  | 5  |
| 16 | −1  | Chris Amon          | 9      | 2       | –  | –  | –  | –  | –  | 5  |
| 17 | −1  | Maurice Trintignant | 5      | 2       | –  | –  | –  | –  | –  | 2  |
| 18 | −1  | Walt Hansgen        | 1      | 2       | –  | –  | –  | –  | –  | –  |
| 19 | −1  | Phil Hill           | 9      | 1       | –  | –  | –  | –  | –  | 4  |
| 20 | −1  | Trevor Taylor       | 7      | 1       | –  | –  | –  | –  | –  | 5  |
| 21 | −1  | Mike Hailwood       | 10     | 1       | –  | –  | –  | –  | –  | 4  |
| 22 | N   | Pedro Rodríguez     | 1      | 1       | –  | –  | –  | –  | –  | –  |
| P  | +/− | Kierowca            | Starty | Punkty  | P1 | P2 | P3 | PP | NO | NS |

### Konstruktorzy
Tylko jeden, najwyżej uplasowany kierowca danego konstruktora, zdobywał dla niego punkty. Również do klasyfikacji zaliczano 6 najlepszych wyników.
| P                 | +/− | Konstruktor     | Starty | Punkty  | P1 | P2 | P3 | PP | NO | NS |
| ----------------- | --- | --------------- | ------ | ------- | -- | -- | -- | -- | -- | -- |
| 1                 | 0   | Ferrari         | 22     | 45 (49) | 3  | 3  | 4  | 2  | 2  | 7  |
| 2                 | 0   | BRM             | 33     | 42 (51) | 2  | 5  | –  | 1  | 1  | 6  |
| 3                 | 0   | Lotus-Climax    | 25     | 37 (40) | 3  | –  | 2  | 5  | 4  | 7  |
| 4                 | 0   | Brabham-Climax  | 31     | 30      | 2  | –  | 3  | 2  | 3  | 11 |
| 5                 | 0   | Cooper-Climax   | 21     | 16      | –  | 2  | –  | –  | –  | 10 |
| 6                 | 0   | Brabham-BRM     | 17     | 7       | –  | –  | 1  | –  | –  | 10 |
| 7                 | 0   | BRP-BRM         | 13     | 5       | –  | –  | –  | –  | –  | 6  |
| 8                 | 0   | Lotus-BRM       | 23     | 3       | –  | –  | –  | –  | –  | 12 |
| Niesklasyfikowani |     |                 |        |         |    |    |    |    |    |    |
|                   |     | Honda           | 3      | 0       | –  | –  | –  | –  | –  | 2  |
|                   |     | Cooper-Ford     | 1      | 0       | –  | –  | –  | –  | –  | –  |
|                   |     | Brabham-Ford    | 1      | 0       | –  | –  | –  | –  | –  | 1  |
|                   |     | Porsche         | 1      | 0       | –  | –  | –  | –  | –  | 1  |
|                   |     | Scirocco-Climax | 1      | 0       | –  | –  | –  | –  | –  | 1  |
|                   |     | ATS             | 1      | 0       | –  | –  | –  | –  | –  | 1  |
| P                 | +/− | Kierowca        | Starty | Punkty  | P1 | P2 | P3 | PP | NO | NS |